# عجلة

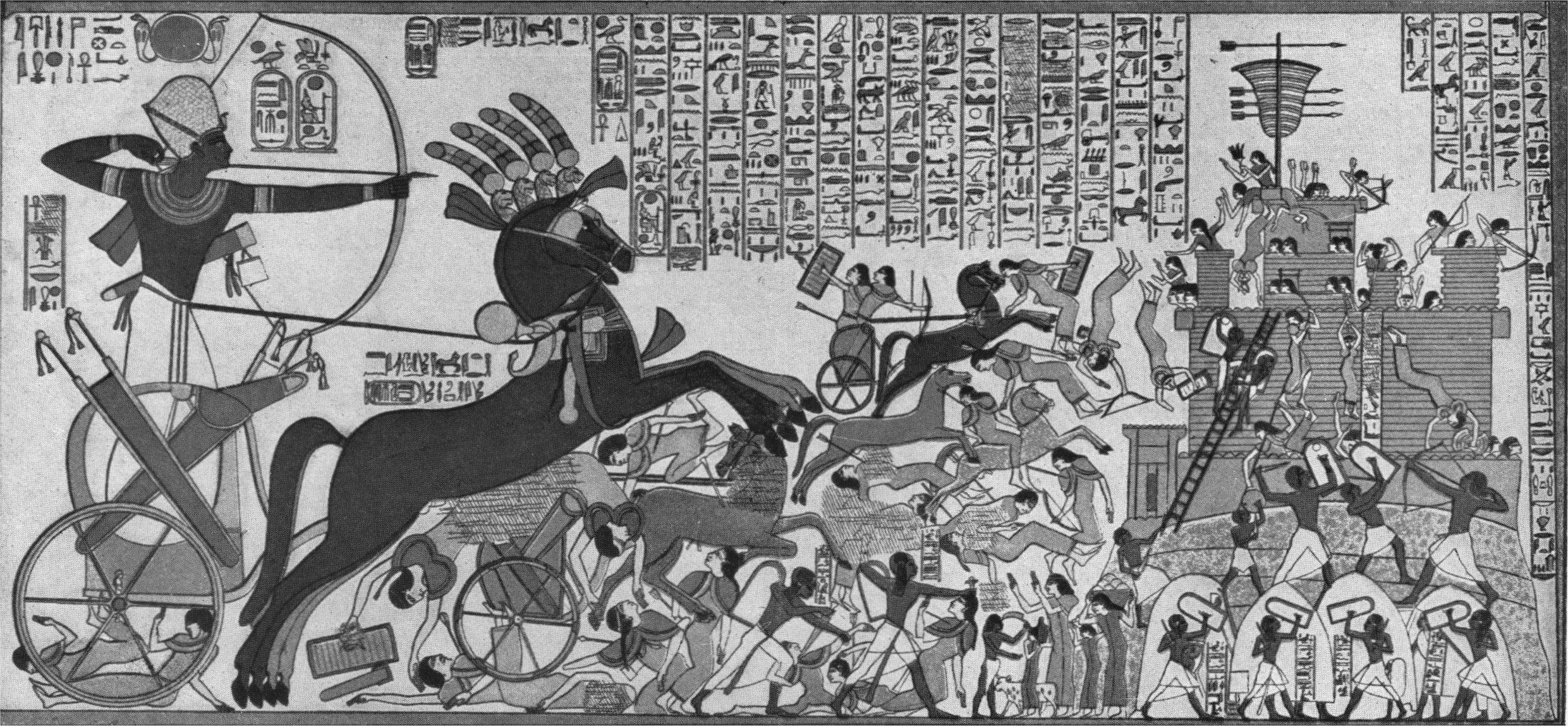
رسم فرعوني لعربة ذات عجلات

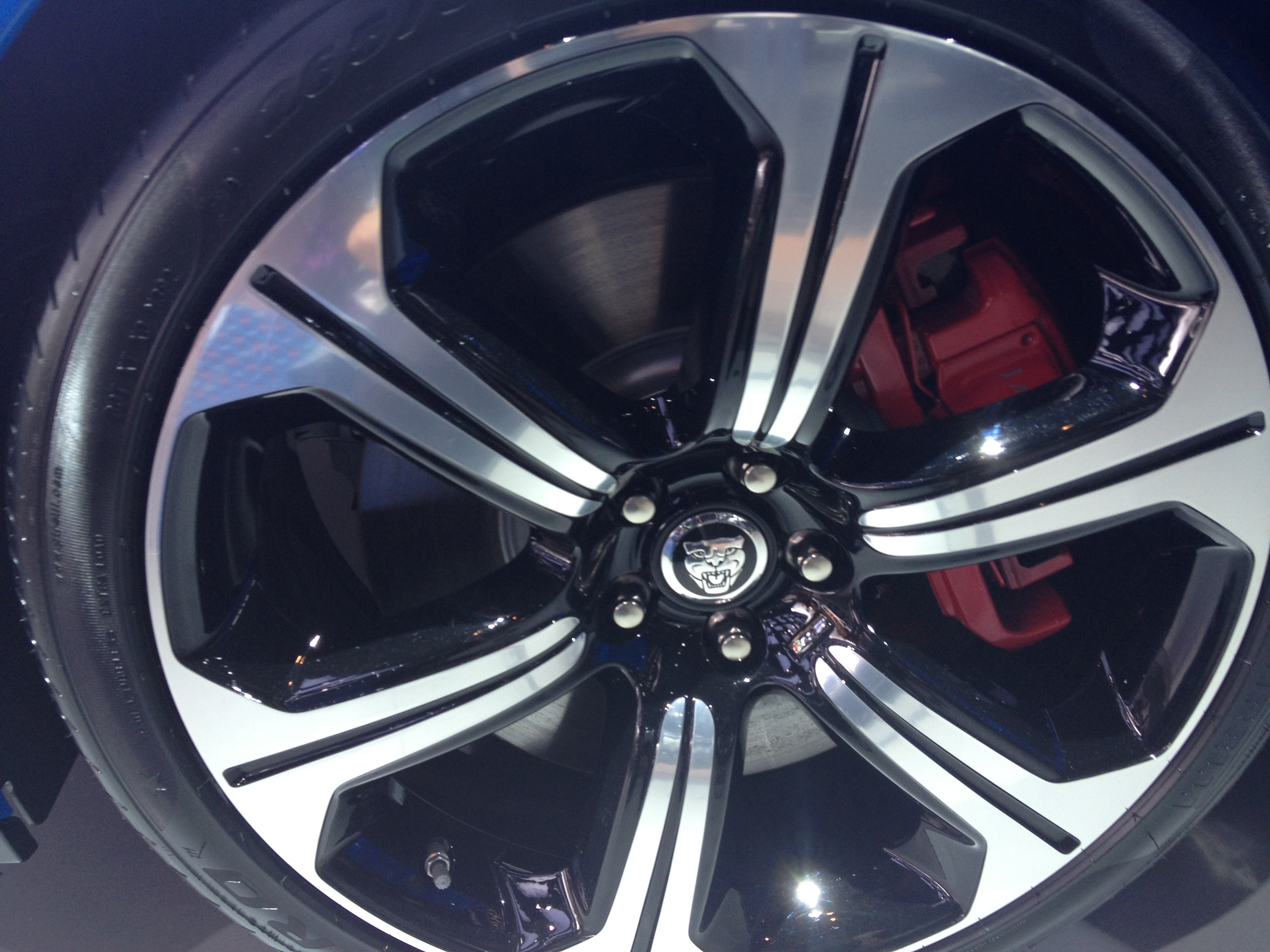
عجلة سيارة جاغوار حديثة، ذات إطار مطاطي.

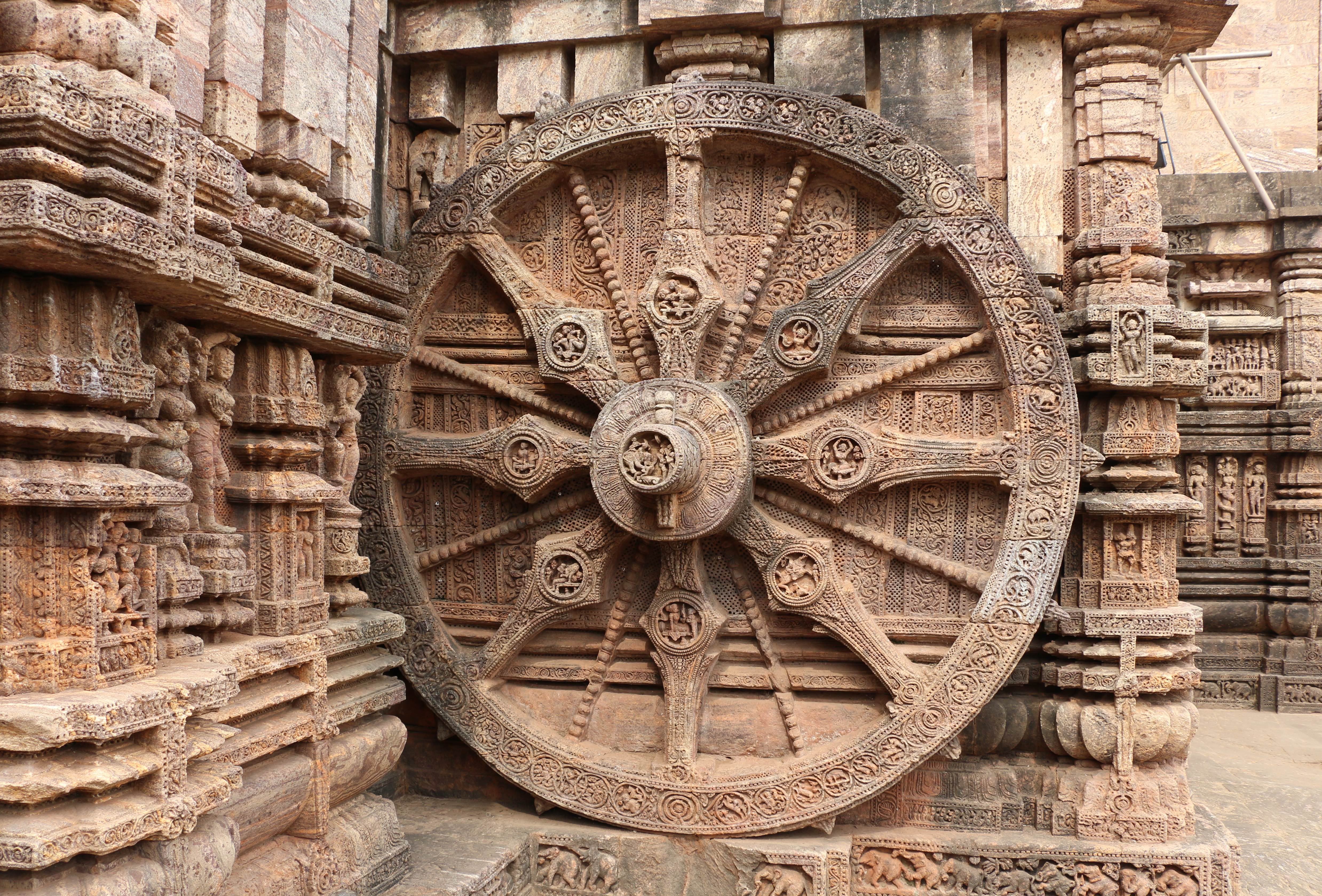
عجلة منحوتة ومزخرفة في أحد معابد الهند

العجلة جهاز دائري يمكنه الدوران حول محوره، بحيث يسهل الحركة أو النقل أو أداء الشغل في الآلات. تتغلب العجلة على الاحتكاك بالأرض بتسهيل الحركة عن طريق التدحرج. تستخدم الكلمة بشكل أعم للتعبير عن الأجسام الدائرية الأخرى التي تدور أو تلف.

## تاريخ
يعود أصل العجلات كما يتوقع إلى سومر القديمة (حالياً في العراق) في الألفية الخامسة قبل الميلاد، حيث استعملت أصلاً كعجلات صنع الفخار. وصلت العجلات الهند وباكستان مع حضارة وادي الإندوس في الألفية الرابعة قبل الميلاد. وجدت قرب الجزء الشمالي من القوقاز قبور عديدة دفن فيها أشخاص منذ 3700 قبل الميلاد ومعهم عربات ثنائية ورباعية العجلات. أقدم تصوير لما يمكن أن يكون مركبة بعجلات (في هذه الحالة عربة بأربع عجلات وقضيبين محوريين) يوجد على قِدر فخاري وجد في جنوب بولندا يعود لعام 3500 قبل الميلاد.
وصلت العجلات أوروبا والهند (حضارة وادي الإندوس) في الألفية الرابعة قيل الميلاد. في الصين ثبت وجود العجلات واستخدامها في عربات بعجلتين وحصان حوالي 1200 قبل الميلاد، وإن كان باربييري-لو اقترح وجود عربات صينية بعجلات عام 2000 قبل الميلاد. فيما هل كان هناك «اختراع مستقل للعجلة» في شرق آسيا أم أن المفهوم عبر إلى هناك عبر جبال الهيمالايا سؤال مفتوح، بل لقد اقترح أن تعريف الصين بالعجلة كان من خلال الفاتحين الذين قادوا العربات الثنائية العجلات، والذين يحتمل أن لهم علاقة ببداية عائلة شانج (نحو العام 1700).
يحاجج بعض علماء الآثار لفكرة الأصل الأوروبي للدولاب مع المحور. يُزعم أن العوامل الطبيعية لأوروبا (حيث السهول ذات السطوح القاسية التي يصعب جرّ الحمولات الثقيلة عليها، وتوفّر كميات من خشب الأشجار استعملها حرفيون مهرة في كل مجالات الحياة) وفرت أفضل ظرف لاختراع دولاب للاستخدام في النقل. حيث يمكن من التسلسل الزمني لأقدم المعروف من العيّنات والتمثيلات للعجلات والمركبات ذات العجلات رؤية أن الاختراع قد تم في أوروبا فيما لا يتأخر عن النصف الأول من الألفية الرابعة.

## تأثيل
كلمة دولاب كلمة مركبة من دولا أي الإناء وآب وهو الماء بالفارسية؛ إذ كانت اسما للناعورة التي تديرها دابة فتسقي.

## صناعة أولى الدواليب الهوائية
عام 1845 تمكن البريطاني جون دنلوب من اكتشاف الدواليب الهوائية وتلاه الفرنسي ادوار ميشلان عام 1895 حيث تمكن من صنع الدواليب في سيارة سباق من مدينة باريس إلى مدينة بوردو الفرنسية وفي عام 1948 أنتج ميشلان في فرنسا الدواليب القطرية راديال إنتاجا تجاريا.

## استخدام العجلة كرمز
أصبحت العجلة، ثقافياً وروحياً، تشبيهاً قوياً لدورة أو تكرار منتظم (مثل التشاكرا، والتناسخ، والين واليانج، وغيرها).
تستخدم العجلة المجنحة كرمز للتطور، حيث تظهر في كثير من السياقات منها ختم باناما وشعار دورية الطرق العامة في أوهايو.

## هوامش
1. ↑  Gwynne Dyer, p. 159
2. ↑  (أدى شير، ص. 65)